# 東亞研究期刊
《東亞研究期刊》（Journal of East Asian Studies）是一份2001年起出版的學術期刊。該期刊每四個月出版一次，內容涵蓋東亞的政治、經濟、人權和環境問題等。期刊的主編是Stephan Haggard。據期刊引證報告指，《東亞研究期刊》的影響因子為0.29。

## 資料來源
1. ↑  .   [2014-04-06]. （原始内容存档于2020-11-16）.

## 外部連結
- 官方网站